# 沙阿禮薩
沙阿禮薩（波斯語：‎，羅馬化：Shahrezā 或 Shahriza）是伊朗的城市，位於該國中部札格羅斯山脈，由伊斯法罕省負責管轄，距離首府伊斯法罕68公里，海拔高度1,823米，每年平均降雨量250毫米，2006年人口108,299。